# Elías Figueroa (Fußballspieler, 1988)
Elías Figueroa, vollständiger Name Elías Ricardo Figueroa Silva, (* 26. Januar 1988 in Casablanca) ist ein ehemaliger uruguayischer Fußballspieler.

## Karriere

### Verein
Der 1,87 Meter große Offensivakteur Figueroa spielte im sogenannten Baby fútbol kurzzeitig für Estudiantil de Paysandú. Er gehörte zu Beginn seiner Karriere von 2004 bis Mitte 2005 der Reserve (Formativas) des in Montevideo beheimateten Vereins Liverpool Montevideo an. Seit der Zwischensaison 2005 stand er dort im Kader der Profimannschaft in der Primera División. Insgesamt absolvierte er ab der Spielzeit 2005/06 123 Erstligaspiele für die Montevideaner und schoss dabei 23 Tore. Allerdings werden für die Saison 2008/09 bzw. 2009/10 teils abweichende Zahlen geführt, die für ihn ein Tor mehr bzw. ein Spiel weniger in diesen Spielzeiten ausweisen. Zudem stehen für ihn zwei Einsätze in der Copa Sudamericana 2009 und einer in der Copa Libertadores 2011 zu Buche. Im August 2013 wechselte er zu CD Huachipato. Bei den Chilenen bestritt er jedoch nur vier Erstligapartien und eine Begegnung in der Copa Chile. Einen persönlichen Torerfolg konnte er bei diesem Engagement nicht vorweisen. Mitte März 2014 schloss er sich dem uruguayischen Zweitligisten Central Español an, wurde aber bis Saisonende lediglich einmal (kein Tor) in der Segunda División eingesetzt. Ende Januar 2015 folgte ein Wechsel nach Griechenland zu Apollon Kalamarias. Bei dem Verein aus einem Stadtteil von Thessaloniki traf er bei neun Ligaeinsätzen zweimal ins gegnerische Tor. Seit Juli 2015 setzt er seine Karriere beim uruguayischen Erstligisten El Tanque Sisley fort. In der Spielzeit 2015/16 lief er in 18 Erstligaspielen auf und schoss ein Tor. Danach kehrte der Angreifer zu Liverpool Montevideo zurück.

### Nationalmannschaft
Figueroa gehörte seinerzeit der von Gustavo Ferrín und Ángel Castelnoble trainierten uruguayischen U-16-Auswahl bei der U-16-Südamerikameisterschaft 2004 in Paraguay an und belegte mit dem Team den dritten Platz. Er wirkte in mindestens zwei Partien mit und schoss insgesamt drei Tore in diesem Wettbewerb. Er war unter Trainer Ferrín ebenfalls Mitglied der U-17-Auswahl Uruguays. Mit dieser nahm er an der U-17-Südamerikameisterschaft 2005 in Venezuela teil und wurde Vize-Südamerikameister. Dazu trug er mit einem Tor in der Vorrunde beim 4:0-Sieg gegen Chie und mit fünf weiteren Treffern bei seinen drei Einsätzen in den Spielen der Finalphase bei. Damit avancierte er zum zweiterfolgreichsten Torschützen des Wettbewerbs. Bei der U-17-Weltmeisterschaft 2005 stand er ebenfalls im uruguayischen Kader. Im Verlaufe des WM-Turniers wurde er dreimal eingesetzt und erzielte zwei Treffer. Später wurde er auch in die uruguayische U-20-Nationalmannschaft berufen und gehörte dem Aufgebot bei der U-20-Weltmeisterschaft 2007 an, bei der er in zwei Turnierbegegnungen (kein Tor) auflief.

### Erfolge
- U-17-Vize-Südamerikameister: 2005